# Deutscher Herbst

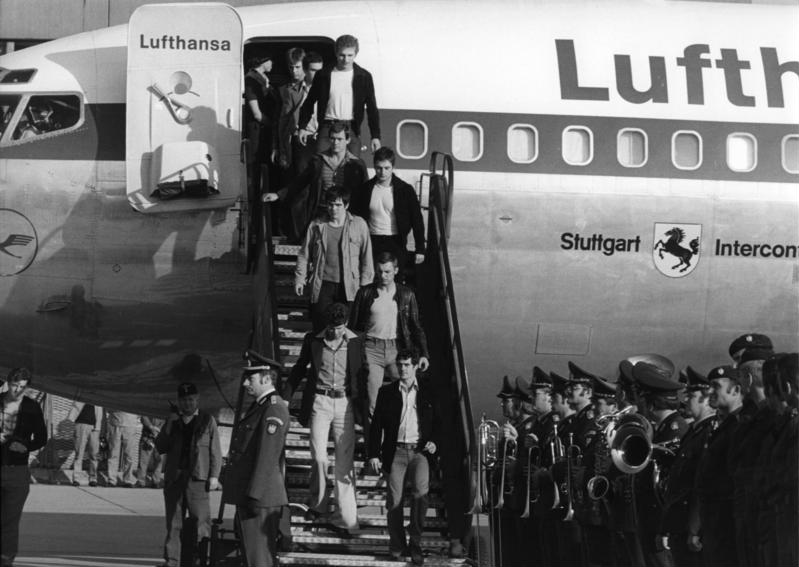
Rückkehr des Sonderflugzeuges auf dem Flughafen Köln/Bonn am 18. Oktober 1977 mit Staatsminister Hans-Jürgen Wischnewski und der Einsatzgruppe GSG 9 des Bundesgrenzschutzes nach der geglückten Befreiung der Geiseln aus einem von Terroristen gekaperten Lufthansa-Flugzeug auf dem Flughafen Mogadischu

Als Deutscher Herbst werden die Zeit und ihre politische Atmosphäre in der Bundesrepublik Deutschland im September und Oktober 1977 bezeichnet, die geprägt war durch Anschläge der terroristischen Vereinigung Rote Armee Fraktion (RAF). Die Entführung und Ermordung Hanns Martin Schleyers, die Entführung des Lufthansa-Flugzeugs Landshut und die Selbstmorde der inhaftierten führenden Mitglieder der ersten Generation der RAF stellten den Schlussakt der so genannten Offensive 77 der RAF dar. Der Deutsche Herbst gilt als eine der schwersten Krisen in der Geschichte der Bundesrepublik Deutschland.
Der Begriff „Deutscher Herbst“ leitet sich von dem Film Deutschland im Herbst von 1978 ab, einer Collage mehrerer Dokumentarfilme von elf Regisseuren des „Neuen Deutschen Films“, die sich mit der Reaktion des Staates auf den Terrorismus aus unterschiedlichen Blickwinkeln kritisch auseinandersetzen.

## Ereignisse im Frühjahr und Sommer des Jahres 1977
Im Jahr 1977 erreichten die Aktivitäten der sogenannten zweiten Generation der RAF ihren Höhepunkt. Die Ereignisse vor September werden aber allgemein nicht dem Deutschen Herbst zugerechnet.
Am 7. April 1977 wurden in Karlsruhe vom Kommando Ulrike Meinhof der Generalbundesanwalt Siegfried Buback, sein Fahrer Wolfgang Göbel und der Leiter der Fahrbereitschaft der Bundesanwaltschaft Georg Wurster von einem Motorrad aus in ihrem Auto erschossen.
Am 30. Juli 1977 wurde der Vorstandssprecher der Dresdner Bank AG Jürgen Ponto bei einem fehlgeschlagenen Entführungsversuch ermordet. Das RAF-Mitglied Susanne Albrecht war mit Ponto persönlich bekannt. In Begleitung von Brigitte Mohnhaupt und Christian Klar besuchte Albrecht den Bankmanager, um ihn zu entführen. Da dieser von ihrer politischen Radikalisierung nichts wusste, empfing er sie arglos in seinem Privathaus in der Oberhöchstadter Straße in Oberursel. Als er sich gegen die Entführung zur Wehr setzte, schossen Klar und Mohnhaupt mehrmals und trafen ihn tödlich. Danach flohen alle drei mit dem vor Pontos Villa bereit stehenden, von Peter-Jürgen Boock gesteuerten Fluchtwagen.
Am 25. August 1977 scheiterte ein Anschlag auf das Gebäude der Bundesanwaltschaft in Karlsruhe.

## Verlauf des Herbstes 1977
Am 5. September 1977 kam es zur Entführung von Arbeitgeberpräsident Hanns Martin Schleyer in Köln, dabei wurden sein Fahrer und drei Polizeibeamte ermordet. Die Entführer forderten die Freilassung von elf inhaftierten RAF-Terroristen.
Da die Bundesregierung – anders als bei der Entführung von Peter Lorenz zwei Jahre zuvor – nicht auf die Erpressung einging, versuchten mit der RAF verbündete Terroristen der PFLP, den Druck durch die Entführung der Lufthansa-Maschine „Landshut“ am 13. Oktober 1977 zu erhöhen. Nach einer Odyssee durch die arabische Welt und der Ermordung des Piloten, Kapitän Jürgen Schumann, landete das Flugzeug auf dem Flughafen Mogadischus, der Hauptstadt des ostafrikanischen Somalia. Hier wurde die Landshut am 18. Oktober gegen 00:30 Uhr durch die Spezialeinheit GSG 9 gestürmt. Um 00:38 Uhr kam im Deutschlandfunk eine Sondermeldung, dass „alle Geiseln befreit sind. Ob es unter ihnen Tote und Verletzte gab, wissen wir zu dieser Stunde noch nicht …“. Tatsächlich waren alle 86 Geiseln unverletzt frei gekommen.
Kurz danach, noch in der Nacht vom 17. zum 18. Oktober 1977, der Todesnacht von Stammheim, nahmen sich die in Stuttgart-Stammheim inhaftierten RAF-Terroristen Andreas Baader, Gudrun Ensslin und Jan-Carl Raspe das Leben. Die ebenfalls dort inhaftierte Irmgard Möller überlebte ihren Suizid-Versuch mit vier Messerstichen in der Herzgegend. Der entführte Hanns Martin Schleyer wurde in der Folge von seinen Entführern ermordet. Seine Leiche fand man am Abend des 19. Oktober in Mülhausen im Elsass.

## Reaktion der Politik
Auch die Parteien gerieten im Deutschen Herbst in heftige Auseinandersetzungen. Die CDU/CSU-Opposition vermutete bei der regierenden sozial-liberalen SPD/FDP-Koalition unter Helmut Schmidt (SPD) eine ideologische Nähe zu den Terroristen. Die Koalition ihrerseits warf der Opposition hysterische Überreaktionen vor und unterstellte ihr, sie nutze die Gelegenheit, die Bundesrepublik ein Stück weit in einen Polizeistaat zu verwandeln.
Trotz dieser Gegensätze berief Bundeskanzler Schmidt zu Beginn der Schleyer-Entführung den so genannten Großen Krisenstab ein, dem Mitglieder aller Fraktionen des Deutschen Bundestages angehörten. Der Historiker Wolfgang Kraushaar bezeichnete diese Zeit später als „nicht-erklärten Ausnahmezustand“. Ein Ergebnis des parteiübergreifenden Konsenses war das im Herbst 1977 verabschiedete Kontaktsperregesetz, das die Möglichkeit zu einem Kontaktverbot für Häftlinge schuf. Dieses Kontaktverbot bezog sich auch auf die Gespräche mit Rechtsanwälten. Außerdem wurde die Strafprozessordnung dahingehend geändert, dass ein Angeklagter höchstens drei Wahlverteidiger benennen durfte.

## Filmbeiträge
- Deutschland im Herbst – verschiedene Kurzfilme und Kurzreportagen von mehreren Regisseuren des Neuen Deutschen Films, Bundesrepublik Deutschland 1978, Regie: Rainer Werner Fassbinder, Volker Schlöndorff, Alexander Kluge, Edgar Reitz und andere
- Todesspiel – zweiteiliges Fernseh-Doku-Drama (Teil 1: Volksgefängnis, Teil 2: Die Entführung der Landshut), Deutschland 1997, Regie: Heinrich Breloer
- Der Deutsche Herbst – Dokumentation auf BR-alpha, 2005
- Mogadischu – Fernsehverfilmung, Deutschland 2008, Regie: Roland Suso Richter
- Der Baader Meinhof Komplex – Kino- und TV-Dokumentarfilm, Deutschland 2008, Regie: Uli Edel, Drehbuch und Produktion: Bernd Eichinger